# リポビタンDチャレンジカップ2013
2013年のリポビタンDチャレンジカップは、6月にウェールズ代表と11月にニュージーランド代表との対戦が行われた。なおウェールズ戦はリポビタンDチャレンジ2013として、ニュージーランド戦はリポビタンDチャレンジカップ2013として開催された。

## 試合日程・結果
| 日時                              | 会場                               | ホーム | スコア | アウェイ         |
| --------------------------------- | ---------------------------------- | ------ | ------ | ---------------- |
| 2013年6月8日, 14:00 JST (UTC+09)  | 近鉄花園ラグビー場, 大阪府東大阪市 | 日本   | 18–22  | ウェールズ       |
| 2013年6月15日, 14:00 JST (UTC+09) | 秩父宮ラグビー場, 東京都港区       | 日本   | 23–8   | ウェールズ       |
| 2013年11月2日, 14:00 JST (UTC+09) | 秩父宮ラグビー場, 東京都港区       | 日本   | 6–54   | ニュージーランド |

## ニュージーランド戦
対戦はラグビーワールドカップ2011以来となる2年ぶり。

### スコッド
注記: 年齢、キャップ数及び所属クラブは11月2日時点

#### 日本
10月16日、エディー・ジョーンズヘッド・コーチは、リポビタンDチャレンジカップ2013・リポビタンDツアー2013へ向けた日本代表32名を発表した。
10月27日、エディー・ジョーンズヘッドコーチが療養中のため、スコット・ワイズマンテルがリポビタンDチャレンジカップ2013・リポビタンDツアー2013で日本代表ヘッドコーチ代行を務めると発表。
スタッフ:
- ヘッド・コーチ代行:  スコット・ワイズマンテル（英語版）

| 選手                       | ポジション     | 誕生日 (年齢)          | キャップ | チーム                         |
| -------------------------- | -------------- | ---------------------- | -------- | ------------------------------ |
| 堀江翔太                   | フッカー       | 1986年1月21日（27歳）  | 23       | パナソニック ワイルドナイツ    |
| 青木佑輔                   | フッカー       | 1983年6月19日（30歳）  | 28       | サントリーサンゴリアス         |
| 長江有祐                   | プロップ       | 1985年7月19日（28歳）  | 13       | リコーブラックラムズ           |
| 三上正貴                   | プロップ       | 1988年6月4日（25歳）   | 9        | 東芝ブレイブルーパス           |
| 平島久照                   | プロップ       | 1983年1月15日（30歳）  | 27       | 神戸製鋼コベルコスティーラーズ |
| 畠山健介                   | プロップ       | 1985年8月2日（28歳）   | 46       | サントリーサンゴリアス         |
| 山下裕史                   | プロップ       | 1986年1月1日（27歳）   | 25       | 神戸製鋼コベルコスティーラーズ |
| 浅原拓真                   | プロップ       | 1987年9月7日（26歳）   | 5        | 東芝ブレイブルーパス           |
| 大野均                     | ロック         | 1978年5月6日（35歳）   | 73       | 東芝ブレイブルーパス           |
| 伊藤鐘史                   | ロック         | 1980年12月2日（32歳）  | 17       | 神戸製鋼コベルコスティーラーズ |
| ジャスティン・アイブス     | ロック         | 1984年5月24日（29歳）  | 14       | キヤノンイーグルス             |
| 真壁伸弥                   | ロック         | 1987年3月26日（26歳）  | 17       | サントリーサンゴリアス         |
| トンプソンルーク           | ロック         | 1981年4月16日（32歳）  | 39       | 近鉄ライナーズ                 |
| ヘンドリック・ツイ         | フランカー     | 1987年12月13日（25歳） | 14       | サントリーサンゴリアス         |
| マイケル・ブロードハースト | フランカー     | 1986年10月30日（27歳） | 12       | リコーブラックラムズ           |
| 堀江恭佑                   | フランカー     | 1990年7月11日（23歳）  | 0        | ヤマハ発動機ジュビロ           |
| 菊谷崇                     | ナンバー8      | 1980年2月24日（33歳）  | 63       | トヨタ自動車ヴェルブリッツ     |
| ホラニ龍コリニアシ         | ナンバー8      | 1981年10月25日（32歳） | 25       | パナソニック ワイルドナイツ    |
| 日和佐篤                   | スクラムハーフ | 1987年5月22日（26歳）  | 27       | サントリーサンゴリアス         |
| 田中史朗                   | スクラムハーフ | 1985年1月3日（28歳）   | 37       | パナソニック ワイルドナイツ    |
| 小野晃征                   | フライハーフ   | 1987年4月17日（26歳）  | 18       | サントリーサンゴリアス         |
| 立川理道                   | フライハーフ   | 1989年12月2日（23歳）  | 19       | クボタスピアーズ               |
| 廣瀬俊朗                   | フライハーフ   | 1981年10月17日（32歳） | 15       | 東芝ブレイブルーパス           |
| 田村優                     | センター       | 1989年1月9日（24歳）   | 13       | NECグリーンロケッツ            |
| クレイグ・ウィング         | センター       | 1979年12月26日（33歳） | 5        | 神戸製鋼コベルコスティーラーズ |
| マレ・サウ                 | センター       | 1987年10月13日（26歳） | 9        | ヤマハ発動機ジュビロ           |
| 霜村誠一                   | センター       | 1981年9月20日（32歳）  | 4        | パナソニック ワイルドナイツ    |
| 今村雄太                   | ウイング       | 1984年10月31日（29歳） | 38       | 神戸製鋼コベルコスティーラーズ |
| 山田章仁                   | ウイング       | 1985年7月26日（28歳）  | 0        | パナソニック ワイルドナイツ    |
| 福岡堅樹                   | ウイング       | 1992年9月7日（21歳）   | 7        | 筑波大学                       |
| 藤田慶和                   | ウイング       | 1993年9月8日（20歳）   | 9        | 早稲田大学                     |
| 五郎丸歩                   | フルバック     | 1986年3月1日（27歳）   | 29       | ヤマハ発動機ジュビロ           |

#### ニュージーランド
10月27日、ニュージーランド代表のヘッドコーチ、スティーブ・ハンセンは、来日予定メンバーを発表した。 
スタッフ:
- ヘッド・コーチ:  スティーブ・ハンセン

| 選手                           | ポジション     | 誕生日 (年齢)          | キャップ | チーム         |
| ------------------------------ | -------------- | ---------------------- | -------- | -------------- |
| デイン・コールズ               | フッカー       | 1986年12月10日（26歳） |          | ハリケーンズ   |
| アンドリュー・ホア             | フッカー       | 1978年9月13日（35歳）  |          | ハイランダーズ |
| ケヴェン・メアラム             | フッカー       | 1979年3月20日（34歳）  |          | ブルーズ       |
| ワイアット・クロケット         | プロップ       | 1983年1月24日（30歳）  |          | クルセイダーズ |
| チャーリー・ファウムイナ       | プロップ       | 1986年12月20日（26歳） |          | ブルーズ       |
| ベン・フランクス               | プロップ       | 1984年3月27日（29歳）  |          | ハイランダーズ |
| オーウェン・フランクス         | プロップ       | 1987年12月23日（25歳） |          | クルセイダーズ |
| ジェフリー・トゥーマガ＝アレン | プロップ       | 1990年11月19日（22歳） |          | ハリケーンズ   |
| ドミニク・バード               | ロック         | 1991年4月9日（22歳）   |          | クルセイダーズ |
| ブロディ・レタリック           | ロック         | 1991年5月31日（22歳）  |          | チーフス       |
| ジェレミー・スラッシュ         | ロック         | 1985年4月19日（28歳）  |          | ハリケーンズ   |
| サム・ケイン                   | フランカー     | 1992年1月13日（21歳）  |          | チーフス       |
| スティーブン・ルアトゥア       | フランカー     | 1991年4月29日（22歳）  |          | ブルーズ       |
| リッチー・マコウ (c)           | フランカー     | 1980年12月31日（32歳） |          | クルセイダーズ |
| ルーク・ホワイトロック         | ナンバー8      | 1991年1月29日（22歳）  |          | クルセイダーズ |
| タウェラ・カーバーロー         | スクラムハーフ | 1990年8月15日（23歳）  |          | チーフス       |
| TJ・ペレナラ                   | スクラムハーフ | 1992年1月23日（21歳）  |          | ハリケーンズ   |
| アーロン・スミス               | スクラムハーフ | 1988年11月21日（24歳） |          | ハイランダーズ |
| ボーデン・バレット             | フライハーフ   | 1991年5月27日（22歳）  |          | ハリケーンズ   |
| ダン・カーター                 | フライハーフ   | 1982年3月5日（31歳）   |          | クルセイダーズ |
| トム・テイラー                 | センター       | 1989年3月11日（24歳）  |          | クルセイダーズ |
| ライアン・クロッティ           | センター       | 1988年9月23日（25歳）  |          | クルセイダーズ |
| マア・ノヌー                   | センター       | 1982年5月21日（31歳）  |          | ハイランダーズ |
| フランシス・サイリ             | ウイング       | 1991年2月16日（22歳）  |          | ブルーズ       |
| フランク・ハライ               | ウイング       | 1988年3月6日（25歳）   |          | ブルーズ       |
| チャールズ・ピウタウ           | ウイング       | 1991年10月31日（22歳） |          | ブルーズ       |
| ベン・スミス                   | フルバック     | 1986年6月1日（27歳）   |          | ハイランダーズ |

### 試合内容
| 2013年11月2日 14:00 JST (UTC+09) | 日本                        | 6–54   | ニュージーランド | 秩父宮ラグビー場, 東京都港区 観客数: 20,454人 レフリー: スチュアート・ベリー (南アフリカ) |
| 2013年11月2日 14:00 JST (UTC+09) | PK: 五郎丸歩 (2/2) 13', 22' | Report | トライ: チャールズ・ピウタウ 9' c, 74' c ケイン 26' c スミス 29' c マコウ 31' c ジェレミー・スラッシュ 50' c フランク・ハライ 57' m バレット 67' c コンバート: カーター (5/5) 10', 27', 29', 33', 51' バレット (2/3) 68', 75' | 秩父宮ラグビー場, 東京都港区 観客数: 20,454人 レフリー: スチュアート・ベリー (南アフリカ) |

| FB                       | 15 | 五郎丸歩                   |  |      |
| RW                       | 14 | 廣瀬俊朗 ()                |  | 59分 |
| OC                       | 13 | マレ・サウ                 |  |      |
| IC                       | 12 | クレイグ・ウィング         |  | 76分 |
| LW                       | 11 | 福岡堅樹                   |  |      |
| FH                       | 10 | 立川理道                   |  | 28分 |
| SH                       | 9  | 田中史朗                   |  |      |
| N8                       | 8  | ホラニ龍コリニアシ         |  | 40分 |
| OF                       | 7  | マイケル・ブロードハースト |  |      |
| BF                       | 6  | ヘンドリック・ツイ         |  |      |
| RL                       | 5  | 大野均                     |  |      |
| LL                       | 4  | 伊藤鐘史                   |  | 65分 |
| TP                       | 3  | 畠山健介                   |  | 56分 |
| HK                       | 2  | 堀江翔太                   |  | 76分 |
| LP                       | 1  | 三上正貴                   |  | 76分 |
| ベンチ:                  |    |                            |  |      |
| HK                       | 16 | 青木佑輔                   |  | 76分 |
| PR                       | 17 | 長江有祐                   |  | 76分 |
| PR                       | 18 | 山下裕史                   |  | 56分 |
| LK                       | 19 | トンプソンルーク           |  | 65分 |
| N8                       | 20 | 菊谷崇                     |  | 49分 |
| FH                       | 21 | 小野晃征                   |  | 76分 |
| FH                       | 22 | 田村優                     |  | 28分 |
| WG                       | 23 | 藤田慶和                   |  | 59分 |
| コーチ:                  |    |                            |  |      |
| スコット・ワイズマンテル |    |                            |  |      |

| FB                   | 15 | ボーデン・バレット             |              |      |
| RW                   | 14 | チャールズ・ピウタウ           |              |      |
| OC                   | 13 | ベン・スミス                   |              | 50分 |
| IC                   | 12 | フランシス・サイリ             |              |      |
| LW                   | 11 | フランク・ハライ               |              |      |
| FH                   | 10 | ダン・カーター                 |              | 50分 |
| SH                   | 9  | タウェラ・カーバーロー         |              | 68分 |
| N8                   | 8  | リッチー・マコウ ()            |              |      |
| OF                   | 7  | サム・ケイン                   | 80分から81分 |      |
| BF                   | 6  | スティーブン・ルアトゥア       |              |      |
| RL                   | 5  | ドミニク・バード               |              | 61分 |
| LL                   | 4  | ジェレミー・スラッシュ         |              |      |
| TP                   | 3  | ベン・フランクス               |              |      |
| HK                   | 2  | デイン・コールズ               |              | 64分 |
| LP                   | 1  | ワイアット・クロケット         |              | 68分 |
| ベンチ:              |    |                                |              |      |
| HK                   | 16 | アンドリュー・ホア             |              | 64分 |
| PR                   | 17 | ジェフリー・トゥーマガ＝アレン |              | 68分 |
| PR                   | 18 | チャーリー・ファウムイナ       |              |      |
| LK                   | 19 | ブロディ・レタリック           |              |      |
| FL                   | 20 | ルーク・ホワイトロック         |              | 61分 |
| SH                   | 21 | アーロン・スミス               |              | 68分 |
| FH                   | 22 | トム・テイラー                 |              | 50分 |
| CE                   | 23 | ライアン・クロッティ           |              | 50分 |
| コーチ:              |    |                                |              |      |
| スティーブ・ハンセン |    |                                |              |      |

### 備考
- チケット一般販売が販売初日に予定枚数に達して終了した。なお日本代表テストマッチで販売初日に販売終了したのは初[6]。
- 日本テレビで生中継された[7]。